# Forsebia aegrotata
Forsebia aegrotata är en fjärilsart som beskrevs av Edwards 1884. Forsebia aegrotata ingår i släktet Forsebia och familjen nattflyn. Inga underarter finns listade i Catalogue of Life.